# Zach Brown
Zachary Vinzale Brown (* 23. Oktober 1989 in Beaufort, South Carolina) ist ein US-amerikanischer American-Football-Spieler in der National Football League (NFL). Er spielte als Inside Linebacker für die Tennessee Titans die Buffalo Bills die Philadelphia Eagles und die Washington Redskins.

## College
Brown ließ schon früh sportliches Talent erkennen und zeigte auch beim Wrestling und in der Leichtathletik herausragende Leistungen. Er besuchte die University of North Carolina at Chapel Hill und spielte für deren Team, die Tar Heels, erfolgreich College Football. In 47 Partien konnte er insgesamt 381 Tackles setzen, außerdem gelangen ihm 5,5 Sacks sowie 7 Interceptions.

## NFL

### Tennessee Titans
Beim NFL Draft 2012 wurde Brown in der zweiten Runde als insgesamt 52. Spieler von den Tennessee Titans ausgewählt. Er konnte sich sofort etablieren und kam bereits in seiner Rookiesaison in allen Partien zum Einsatz, 14 mal sogar als Starter. In der letzten Partie der Spielzeit gegen die Jacksonville Jaguars gelangen ihm gleich zwei Touchdowns. Auch 2013 zeigte er konstant gute Leistungen, 2014 war die Spielzeit für ihn wegen einer Verletzung bereits nach vier Spielen zu Ende. 2015 kämpfte er sich zurück ins Team.

### Buffalo Bills
Im April unterschrieb er bei den Buffalo Bills einen Einjahresvertrag in der Höhe von 1,25 Millionen US-Dollar. Bei seinem neuen Team gelang ihm mit 145 Tackles seine bislang beste Saison. Für diese Leistung wurde er in den Pro Bowl berufen.

### Washington Redskins
Im April 2017 wechselte Brown zu den Washington Redskins, bei denen er einen Einjahresvertrag über 4,65 Millionen US-Dollar unterschrieb. In seiner ersten Saison konnte er 127 Tackles und 2,5 Sacks in dreizehn Spielen erzielen, ehe er wegen einer Fußverletzung ausfiel. Im März 2018 gaben ihm die Redskins einen mehrjährigen Vertrag. In der Saison 2018 konnte er 96 Tackles und einen Sack erzielen. Am 13. März 2019 wurde er entlassen.

### Philadelphia Eagles
Im Mai 2019 unterschrieb Braun bei den Philadelphia Eagles einen Einjahresvertrag in der Höhe von drei Millionen US-Dollar. Am 15. Oktober 2019 wurde er von den Philadelphia Eagles entlassen.

### Arizona Cardinals
Die Arizona Cardinals nahmen Brown am 1. November 2019 unter Vertrag, entließen ihn aber bereits fünf Tage später wieder, ohne dass er für die Cardinals zum Einsatz kam.